# Livre des cent ballades
Le Livre des cent ballades est un ouvrage poétique collectif (avec un auteur principal) composé en moyen français en 1389.

## Description

### Forme
Le texte se présente comme une suite de deux débats poétiques sur l'amour (le premier avec un chevalier, le second avec une dame) menés par le personnage principal, un jeune bachelier. Formellement, c'est une suite de cent ballades sans envoi, totalisant 3 204 vers, qui se succèdent en séries de quatre ballades de forme identique, elles-mêmes groupées en séries de vingt-huit représentant sept formes différentes, et ainsi jusqu'à épuisement des cent ballades. Quatre ballades (n° 1, 80, 81 et 100) n'entrent pas exactement dans ce cadre. Les sept formes qui se succèdent par roulement sont :
- trois huitains d'octosyllabes, de rimes ababbcbc ;
- trois douzains d'octosyllabes, de rimes ababbccddede ;
- trois dizains de décasyllabes, de rimes ababbccdcd ;
- trois douzains coupés, avec huit heptasyllabes mêlés de quatre trisyllabes, de rimes aAbaAbbBabBa ;
- trois neuvains d'octosyllabes, de rimes ababccdcd ;
- trois treizains d'octosyllabes, de rimes ababbccddefef ;
- trois onzains d'octosyllabes, de rimes ababbccddee.

### Argument
Le poète narrateur, un jeune bachelier (jeune noble aspirant à la chevalerie), chevauchant entre Angers et Les Ponts-de-Cé, rencontre un chevalier nommé Hutin. Celui-ci, voyant le jeune homme rêveur et mélancolique, devine qu'il est amoureux. Fort de son expérience, il lui enseigne comment il faut se conduire en amour comme à la guerre : le secret du vrai bonheur consiste à fuir Fausseté et à rechercher Loyauté.
Ce premier échange occupe les cinquante premières ballades. Près de six mois plus tard, le jeune bachelier se trouve au bord de la Loire dans une « compagnie de gens gracieux et plaisants ». Il est pris à partie par une dame (« la Guignarde ») qui le taquine sur sa fidélité en amour, lui vante les charmes de l'inconstance et lui prédit les ennuis que lui causera son ridicule entêtement. Désespérant de le convaincre, elle lui propose de soumettre le cas à des arbitres, ce qu'il approuve. Cet entretien prend fin à la ballade 98. À la suivante, le jeune bachelier, qui ne se nomme pas, déclare qu'il a demandé leur avis à trois chevaliers (le comte d'Eu, Boucicaut et Jean de Crésecque), qui ont tous opté pour Loyauté et ont décidé de faire avec lui un livre de cette aventure. À la ballade 100, les quatre auteurs demandent à tous les amoureux de répondre à l'enquête.

### Les réponses
L'ouvrage fut ensuite l'occasion d'un divertissement mondain : treize autres poètes donnèrent leurs réponses, qui constituent un complément aux Cent ballades. Elles consistent en onze ballades et deux chants royaux.
- Les réponses I et II sont des ballades de trois douzains d'octosyllabes, sans envoi, rimées ababbccddede.
- La réponse III est un chant royal de cinq dizains d'octosyllabes, sans envoi, rimé ababbccdcd.
- Les réponses IV et X sont des ballades de trois huitains de décasyllabes, sans envoi, rimées ababbcbc.
- La réponse V est une ballade de trois douzains coupés, avec huit heptasyllabes mêlés de quatre trisyllabes, sans envoi, rimée aAbaAbbBabBa.
- La réponse VI est une ballade de trois dizains de décasyllabes, sans envoi, rimée ababccdede.
- La réponse VII est une ballade de trois dizains de décasyllabes, sans envoi, rimée ababbccdcd.
- La réponse VIII est une ballade de trois dizains de décasyllabes, avec envoi, rimée aabaababab, et ababab pour l'envoi.
- La réponse IX est une ballade de trois dizains de décasyllabes, avec envoi, rimée ababbccdcd, et ccdcd pour l'envoi.
- La réponse XI est une ballade de trois dizains de décasyllabes, avec envoi, rimée ababbccdcd, et adad pour l'envoi.
- La réponse XII est un chant royal de cinq dizains de décasyllabes, avec envoi, rimé ababbccdcd, et bbdbd pour l'envoi.
- La réponse XIII est une ballade de trois huitains de décasyllabes, avec envoi, rimée ababbcbc, et bcbc pour l'envoi.

## Auteurs et circonstances de la composition

### L'auteur principal et ses trois compagnons
Outre les indications des deux dernières des cent ballades, il est question dans quelques-unes des treize réponses de quatre auteurs, nommés dans les deux premiers vers de la réponse VI de Guillaume de Tignonville : « Phlippe d'Artois, Seneschal, Boucicaut,/ Et Creseques, qui loiaument amez [...] ». Jean de Mailly (réponse VIII) s'adresse au Seneschal tout seul : « Doulx Seneschal, m'alez vous demandant/ Lequel fait mieux [...] ». On en apprend davantage dans le Livre des faicts du bon messire Jean le Maingre, dit Boucicaut (I, § 8, éd. Buchon) : « Si print a devenir joyeux, jolis, chantant et gracieux plus que oncques mais, et se print a faire balades, rondiaulx, virelais, lays et complaintes d'amoureux sentement, desquelles choses faire gaiement et doulcement Amours le fist en pou d'eure si bon maistre que nul ne l'en passoit, si comme il appert par le livre des Cent Balades, duquel faire lui et le seneschal d'Eu furent compaignons ou voyage d'oultremer [...] ».
Il apparaît donc que le poète principal, représenté dans l'œuvre comme le jeune bachelier, est « le sénéchal d'Eu ». Il s'agit de Jean II de Saint-Pierre, sénéchal héréditaire d'Eu, seigneur de Bondeville, Limésy et autres lieux, nommé capitaine de Vire le 22 mai 1382, mort à la bataille de Nicopolis le 25 septembre 1396 ; fils de Jean Ier de Saint-Pierre, sénéchal d'Eu avant lui, seigneur d'Auberville, capitaine d'Honfleur et des Moulineaux († 4 février 1383) et de son épouse Alix de Bréauté ; qui prit lui-même pour femme en mai 1382 Jeanne de Vendôme — fille d'Amaury de Vendôme, sire de la Chartre, Lassay et La Ferté — dame de Villepreux, dont il eut un Jean III de Saint-Pierre, également sénéchal d'Eu, qui mourut à la bataille d'Azincourt.
Les trois auteurs secondaires, présentés comme co-auteurs dans la ballade 99, sont donc : Philippe d'Artois, comte d'Eu, connétable de France en 1392, fait prisonnier à la bataille de Nicopolis et mort peu après en captivité ; Jean II Le Meingre, dit Boucicaut ; et Jean de Crésecque, moins illustre, fils puîné de Robert VII de Crésecque, seigneur de Long, Longpré, Le Catelet et Warcheville, conseiller et chambellan du roi († v. 1394), et de son épouse Marguerite Tyrel de Poix, dame d'Andainville, maréchal de l'armée de France en Hongrie et mort lui aussi à la bataille de Nicopolis le 25 septembre 1396.
Selon le Livre des faicts de Boucicaut, l'ouvrage fut composé pendant un « voyage d'oultremer ». En voici les circonstances : fin 1388, Philippe d'Artois, accompagné de sa maisnie (dont le sénéchal d'Eu) voulut se rendre en pèlerinage en Terre sainte, mais à l'aller ils furent retenus à Damas sur l'ordre du sultan Barquq. La même année Boucicaut, après un séjour à Constantinople puis en Hongrie auprès du roi Sigismond, alla lui aussi en Terre sainte où il apprit qu'un prince français était retenu à Damas. Il le rejoignit en janvier 1389 et tint à rester à ses côtés quand il fut transféré au Caire. Leur captivité dans cette ville dura jusqu'en avril suivant, et ils furent libérés sur l'intervention auprès du sultan du consul vénitien à Alexandrie. Ils repartirent pour la Palestine en passant par les monastères de Saint-Paul des Déserts et de Sainte-Catherine du Sinaï, visitèrent Jérusalem (la seconde fois pour Boucicaut), puis gagnèrent Beyrouth vers le mois de juillet. Là, ils furent encore retenus un mois par des tracasseries. Le retour se fit par Chypre, Rhodes et Venise, et ils étaient en France en octobre. Jean de Crésecque, bien qu'on n'ait pas d'informations à ce sujet, devait donc participer au voyage.

### Auteurs et circonstances des réponses
À leur retour en France, les pèlerins trouvèrent le roi Charles VI, qui se rendait en Languedoc, à l'abbaye de Cluny (où il séjourna du 11 au 13 octobre 1389). Le jeune souverain organisa pour les recevoir une grande fête. Nous savons que le duc de Berry, oncle du roi, qui participa au puy des réponses, ne se trouvait pas à Cluny et ne rejoignit le cortège royal qu'à Avignon le 30 octobre. Entre ce jour et le samedi 6 novembre, il y eut dans cette ville de grandes réjouissances (notamment, le 1er novembre, le couronnement de Louis II d'Anjou comme roi de Jérusalem et de Sicile par le pape avignonnais Clément VII). Le 6 novembre, le roi quitta la ville en froid avec ses oncles les ducs de Bourgogne et de Berry, leur ordonnant de ne pas l'accompagner en Languedoc. C'est sûrement pendant cette semaine à Avignon que les Cent ballades furent présentées à la cour et qu'eut lieu le puy au cours duquel furent composées les treize réponses.
Sur les treize réponses, sept défendent la fidélité en amour, deux tiennent pour l'inconstance, quatre sont plutôt sur le ton du scepticisme ou de la désillusion. La réponse I est de Renaud de Trie, chambellan du roi, nommé amiral de France en 1397 († 1406), tenant de l'inconstance. La réponse II est de Jean de Chambrillac, conseiller et chambellan du roi, qui fut ensuite sénéchal du Périgord de 1400 à 1415, et capitaine général des galères (premier titulaire du poste) en 1410, tenant de l'inconstance. La réponse III est de monseigneur de Touraine, plus tard Louis d'Orléans, frère du roi, tenant de la fidélité. La réponse IV est d'un certain Lionnet de Couesmes, non autrement connu, sans doute fils de Brisegaud de Couesmes, seigneur de Lucé et de Pruillé, tenant de la fidélité. La réponse V est de Jacquet d'Orléans, plus tard membre du conseil de Normandie sous la domination anglaise, tenant de la fidélité. La réponse VI est de Guillaume de Tignonville, tenant de la fidélité. La réponse VII est du duc de Berry, oncle du roi, pour qui on peut se déclarer loyal tout en étant infidèle. La réponse VIII est de Jean de Mailly, de la famille des seigneurs de Mailly, mais mal identifié, pour qui fidélité et inconstance ont l'une et l'autre du bon. La réponse IX est de Charles d'Ivry, chambellan du roi, plus tard grand maître des Eaux et Forêts, tenant de la fidélité. La réponse X est de François d'Auberchicourt, chambellan du duc de Bourbon, plein d'hésitation. La réponse XI est de Guy VI de La Trémoille (1346-1397), tenant de la fidélité. La réponse XII est de Jean de Bucy (Arthur Piaget : lire en ligne : Romania 1893, p. 461), écuyer et échanson du roi, tenant de la fidélité. La réponse XIII est de Raoul, bâtard de Coucy, sceptique en amour.

## Le chevalier Hutin
Le personnage représenté comme enseignant au jeune bachelier la conception chevaleresque de l'amour a réellement existé : il s'agit de Hutin de Vermeilles (Vermelles), seigneur de Vierzon, mari de Marguerite de Bourbon en 1346, qui avait grande réputation de loyauté et de respect pour les dames. Il était chevalier en 1356 et participa à de nombreuses campagnes militaires de la guerre de Cent Ans. Il mourut entre le 27 février et le 9 juin 1390. Il était donc encore vivant au moment où les Cent ballades furent publiées.

## Éditions
- Auguste de Queux de Saint-Hilaire (éd.), Le Livre des cent ballades contenant des conseils à un chevalier pour aimer loialement et les responses aux ballades (avec introduction, notes historiques et glossaire), Paris, Maillet, 1868 (lire en ligne).
- Gaston Raynaud (éd.), Les Cent Ballades, Paris, Firmin-Didot pour la Société des anciens textes français, 1905 (lire en ligne).